# Karol Šmidke

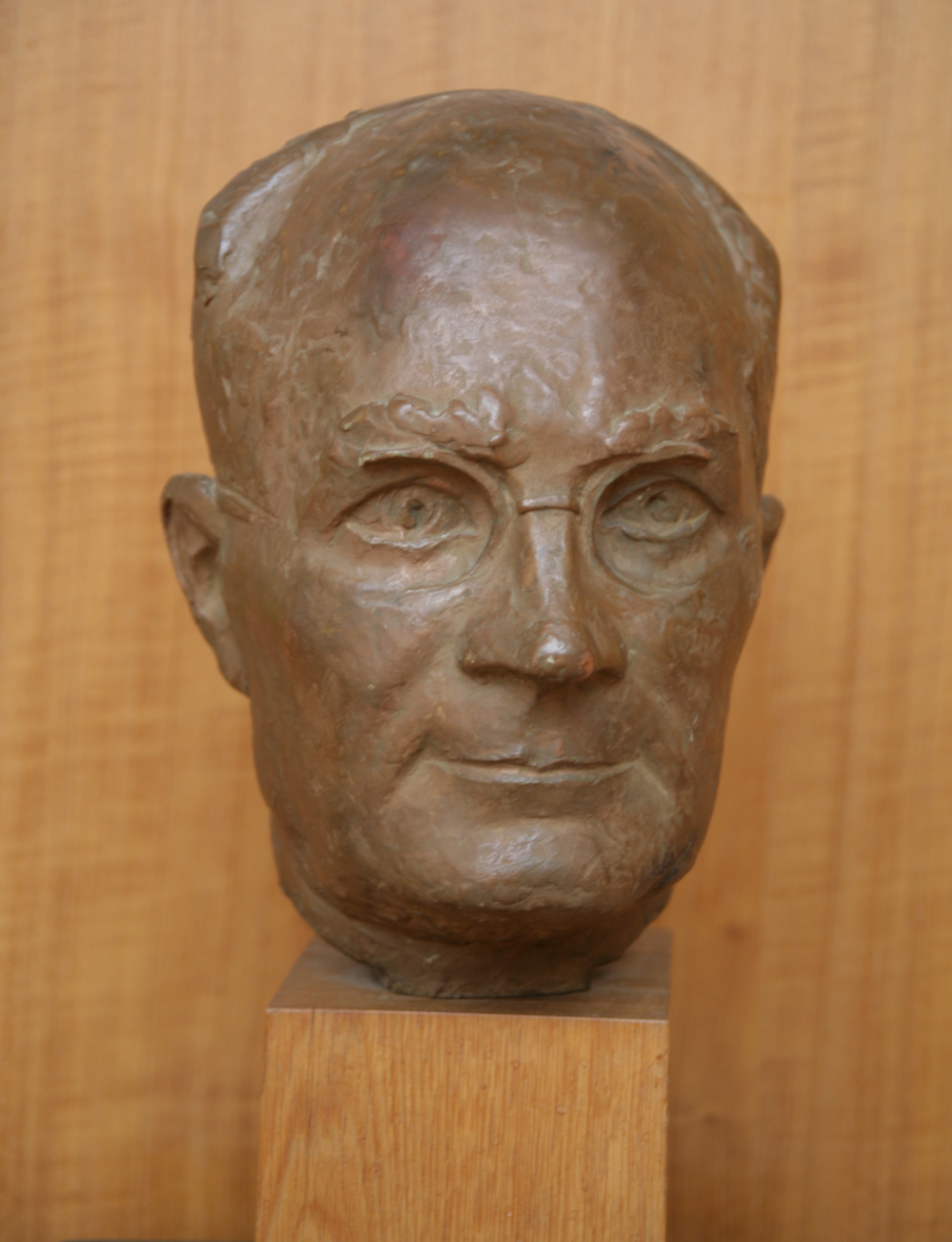
Busta předního představitele Slovenského národního povstání Karola Šmidkeho od slovenského sochaře Vojtecha Remeňa

Karol Šmidke (21. ledna 1897 Ostrava-Vítkovice – 15. prosince 1952 Bratislava), rodným jménem Karl Schmidke, byl slovenský a československý politik, funkcionář Komunistické strany Československa, respektive Komunistické strany Slovenska. Významná postava Slovenského národního povstání, předseda Sboru pověřenců a Slovenské národní rady. V 50. letech 20. století obviněn z buržoazního nacionalismu a politicky eliminován.

## Život

### Mládí a politická aktivita v předválečné ČSR
Po vzniku první československé republiky pracoval v různých funkcích stranického aparátu KSČ v Liptovském Svätém Mikuláši, Trenčíně a Banské Bystrici. Zároveň byl i představitelem Svazu kovodělníků v Bratislavě a tajemníkem Rudých odborů na Slovensku.
V parlamentních volbách v roce 1935 byl zvolen poslancem Národního shromáždění ČSR za KSČ (v databázi poslanců uváděn jako Karol Schmidke). Ve funkci setrval do prosince 1938, kdy jeho mandát zanikl v důsledku rozpuštění KSČ.
Od ledna 1939 byl pověřen politickými funkcemi na Moravě, odkud udržoval kontakty s ilegálními pracovníky komunistické strany na Slovensku.

### Účast v odboji a Slovenském národním povstání
Z pověření strany 10. srpna 1939 emigroval přes Polsko do Sovětského svazu. Zde pobýval v letech 1941 až 1942, navštěvoval zde Vyšší leninskou školu v Kušnarenkově.
Po jejím ukončení pracoval v politickém vedení sovětské armády v Moskvě, zde také spolupracoval na vysílání propagandistického vysílače Za slovenskú slobodu. Kromě toho se pokoušel diskutovat s moskevským vedením KSČ o řešení vzájemných vztahů Čechů a Slováků. Navštěvoval také zajatecké tábory, ve kterých byli internováni zajatci pocházející z armády tehdejšího loutkového Slovenského státu.
Spolu s Karlem Bacílkem byl pověřen dalšími politickými úkoly a vyslán dne 22. června 1943 přes Polsko zpět na Slovensko. Moskevské vedení KSČ žádalo od slovenských komunistů aby vystupňovali svoji aktivitu v boji proti fašistům. Spolu s Gustávem Husákem založil páté ilegální ústřední vedení Komunistické strany Slovenska. Po dobu své činnosti, kterou byl nucen vykonávat v hluboké ilegalitě, žil a pracoval pod falešnými jmény. Přispěl k tvorbě protifašistického odboje a vytvoření ilegální Slovenské národní rady. V prosinci byl jedním ze signatářů takzvané vánoční dohody, kterou se spojil komunistický a nekomunistický odboj na Slovensku.
Byl vedoucím delegace Slovenské národní rady, která 4. srpna 1944 odletěla do Sovětského svazu, aby se sovětskou stranou projednala a koordinovala začátek Slovenského národního povstání. Do SSSR se dostali letadlem ministra obrany slovenského státu Ferdinanda Čatloše, který tam paralelně mířil na projednání možnosti přechodu slovenské armády do řad spojeneckých vojsk včetně otevření karpatských průsmyků pro Rudou armádu. Šmidke Sovětům předal plán povstání zpracovaný ÚV KSS (počítal tehdy s připojením Slovenska k Sovětskému svazu). 27. srpna 1944 pak Šmidke a další členové delegace jednali v Moskvě se zástupcem československé exilové vlády Františkem Němcem.
Na podkladě jednání se sovětskou stranou mělo být realizováno spojení sovětských vojsk se slovenskými jednotkami bránícími část fronty v Karpatech. Vzhledem k tomu, že jednání probíhala zdlouhavě a Slovenské národní povstání vypuklo dříve než bylo možné jej koordinovat s postupem sovětských vojsk, a stejně tak selhalo i povstalecké velení, které mělo řídit jednotky na východním Slovensku, nepodařilo se dosáhnout předem stanoveného cíle a spojit se s Rudou armádou. 4. září 1944 se Karol Šmidke vrátil na povstalecké území, 5. září referoval o výsledcích cesty na slavnostním zasedání SNR. Dále pokračoval v činnosti jako jeden z dvou předsedů Slovenské národní rady, které v letech 1944–1945 spolupředsedal spolu s Vavro Šrobárem. Zastával i vysoké funkce v hlavním štábu partyzánských oddílů na Slovensku a v radě pro obranu Slovenska. Po ústupu povstalců do hor pokračoval v práci v ilegalitě v Prešově, Bratislavě a v Nitře.

### Vrchol politické kariéry po válce
Po válce patřil mezi nejvýznamnější slovenské politiky. Účastnil se v delegaci Slovenské národní rady, která 1. června 1945 jednala s prezidentem Edvardem Benešem a řešila mimo jiné postavení Slovenska v obnovené republice. Výsledkem jednání byla takzvaná první pražská dohoda, která Slovensku dávala silné kompetence.
Vykonával řadu vysokých státních a stranických funkcí. Již 8. dubna 1945 se stal členem Prozatímního Ústředního výboru Komunistické strany Československa, čímž byli předáci slovenských komunistů kooptováni do celostátního vedení strany. IX. sjezd KSČ ho v této funkci potvrdil a setrval v ní do února 1951. Žilinská konference KSS v srpnu 1945 ho rovněž zvolila místopředsedou Komunistické strany Slovenska. Na této pozici setrval do roku 1950. V letech 1945–1951 členem Ústředního výboru KSS.
Od září 1945 do srpna 1946 působil na postu předsedy 6. Sboru pověřenců. Jeho nástupem na tuto funkci (fakticky slovenský premiér) byl na vedlejší linii odsunut dosavadní předák slovenských komunistů Gustáv Husák a vůdčí roli v KSS začali přebírat funkcionáři centralisticky, propražsky, orientovaní.
V letech 1946–1948 byl místopředsedou a v letech 1948–1950 i předsedou Slovenské národní rady. V letech 1945–1948 byl předsedou Zväzu slovenských partyzánov. V poválečných letech se podílel na vyjednávání ohledně parametrů česko-slovenského státoprávního uspořádání. V březnu 1947 se účastnil porady českých a slovenských komunistů svolané k tomuto tématu, kde sice v zásadě vyslovil souhlas s centralizačními návrhy umenšujícími kompetence Slovenska, ale v detailech se snažil zachovat jistý manévrovací prostor. Argumentoval i příkladem sovětské ústavy z roku 1936 nebo nové ústavy Jugoslávie.
V letech 1945–1946 byl poslancem Prozatímního Národního shromáždění za KSČ. V parlamentu setrval až do parlamentních voleb v roce 1946, pak se stal poslancem Ústavodárného Národního shromáždění za KSČ. V srpnu 1945 byl delegáty národních výborů zvolen za poslance Slovenské národní rady. Zasedal zde do roku 1946. Na základě výsledků voleb roku 1946 byl do Slovenské národní rady zvolen opětovně. Mandát v SNR získal i ve volbách roku 1948. Zároveň ve volbách do Národního shromáždění roku 1948 se stal za KSČ poslancem Národního shromáždění ve volebním kraji Banská Bystrica. Na poslaneckém postu v Národním shromáždění setrval formálně do své smrti roku 1952.

### Obvinění z buržoazního nacionalismu
Jeho kariéra ale byla zastavena v roce 1950, kdy byl obviněn z buržoazního nacionalismu a musel se stáhnout z politického života. Již od roku 1948 se v rámci KSČ začalo mluvit o hrozbě buržoazního nacionalismu, tedy upřednostňování nacionální tematiky nad sociálními a ideologickými otázkami. Zpočátku šlo o reflexi eskalující krize vztahů mezi Sovětským svazem a Jugoslávií, později za aktivní role sovětských poradců byla obvinění z buržoazního nacionalismu rozpracována i v Československu a cílena proti skupině slovenských komunistů, kteří měli často již od 30. let větší porozumění pro slovenskou svébytnost a během Slovenského národní povstání reprezentovali asertivní slovenskou politiku. Státní bezpečnost začala sbírat materiály proti některým funkcionářům a v březnu 1950 vstoupila kampaň proti buržoaznímu nacionalismu do ostré fáze, když byl z postu ministra zahraničních věcí Československa odvolán Vladimír Clementis. Začaly i signály o mocenském pádu Šmidkeho. 31. března 1950 se Šmidke vzdal postu vedoucího kádrového oddělení ÚV KSS. V dubnu 1950 Viliam Široký ostře kritizoval pro podléhání buržoaznímu nacionalismu další funkcionáře (Gustáv Husák, Laco Novomeský) a nepřímo mnohé další včetně Šmidkeho. Na IX. sjezdu KSS konaném v květnu 1950 se již o Šmidkeho údajných selháních mluvilo otevřeně. Šmidke na sjezdu provedl sebekritiku, ale jeho sestup se nezastavil. Mandátu poslance SNR se vzdal v červenci 1950.
V únoru 1951 se sešel ÚV KSČ a slovenský komunistický předák Štefan Bašťovanský zde prezentoval zprávu o „odhalení špionážní záškodnické činnosti V. Clementise a frakční protistranické činnosti buržoazních nacionalistů v KSS.“ O Šmidkem prohlásil, že dotyčný zapomněl na svůj dělnický původ. Navrhl jeho vyloučení z ÚV KSČ. V únoru 1951 byl pak skutečně uvolněn z funkce člena ÚV KSČ.
Následně byl odsunut na nevýznamný post podnikového ředitele závodu Tesla Bratislava. Zemřel v Bratislavě 15. prosince 1952. Historik Jan Rychlík uvádí, že smrt nastala za nejasných okolností, údajně po automobilové nehodě. Dle svědectví Ladislava Holdoše měl zemřít při výslechu.
Později byl posmrtně rehabilitován a 20. ledna 1967 obdržel in memoriam vyznamenání Hrdina Československé socialistické republiky.